# Deparia polyrhizon
Deparia polyrhizon là một loài thực vật có mạch trong họ Woodsiaceae. Loài này được (Baker) Sledge miêu tả khoa học đầu tiên năm 1982.